# Bout de Zan et le Lion
Bout de Zan et le lion és una pel·lícula muda francesa escrita i dirigida per Louis Feuillade i estrenada el 21 de novembre de 1913.
Aquesta pel·lícula forma part de la sèrie Bout de Zan.

## Repartiment
- René Poyen : Bout de Zan
- Marguerite Lavigne
- Jeanne Saint-Bonnet
- Edmond Bréon